# Selma Genthe
Selma Genthe (geborene Anna Selma Voges, * 9. Februar 1877 in Frankfurt am Main; † 22. Mai 1939 in Leipzig) war eine deutsche selbständige Fotografin und Fach-Schriftstellerin.

## Leben und Werk

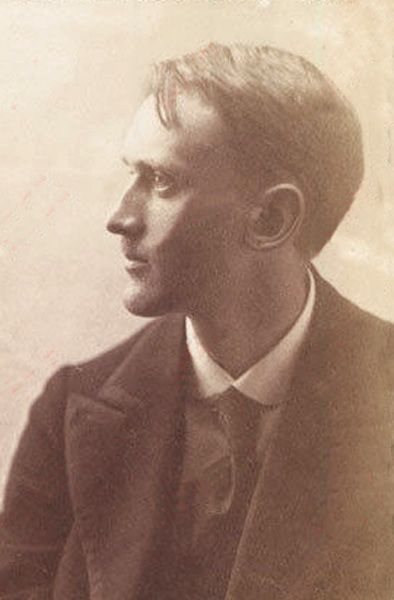
Porträt des Otto Didam, 1918

Die in der Gründerzeit des Deutschen Kaiserreichs aufgewachsene Anna Selma Voges heiratete – für die damalige Zeit relativ spät im Alter von 35 Lebensjahren – am 17. August 1912 den Leipziger Kunstmaler Emil Genthe (Emil Julius Oskar Genthe; * 28. Juni 1864; † 11. November 1914), der jedoch schon bald nach ihrer Hochzeit starb.
Daraufhin eröffnete Selma Genthe – ebenfalls im Ersten Weltkrieg und im Folgejahr nach dem Tod ihres Ehemannes – 1915 in Leipzig ihr Atelier für Bildniskunst, das sie später auch als „Photoatelier“ bis 1938 unterhielt, anfangs unter der Adresse Thomasring 15, dann Dittrichring 15. Zeitweilig firmierte sie mit einem Kompagnon auch als Fotoatelier Selma Genthe & Werner Rosahl.
Ab 1919 schuf die Fotografin Theaterbilder mit Rollen-Darstellern und Bühnenbildern sowie Künstlerfotografien, Bewegungsstudien und Aktfotografien.
Genthe publizierte zudem die Lichtbilder für das von der Gymnastik- und Sportlehrerin Dora Menthe in Stuttgart bei Dieck & Co. ab 1925 erschienene mehrteilige Werk Körperschulung der Frau in Bildern und Merkworten.
Ebenfalls während der Weimarer Republik finden sich zwei teils von Genthe signierte Ablichtungen der Tänzerin Gret Palucca als Kunstfotografie ihres Ausdruckstanzes mit dem Bildnachweis „Phot. Genthe Leipzig“ in dem von der Konzertdirektion Arthur Bernstein in Hannover um 1927 herausgegebenen „Prospekt IV 1926/27“ mit dem Titel Tanz. Palucca.
Ab 1939 fand sich unter der vormals Gentheschen Adresse in Leipzig das „Photoatelier von Richthoven“.

## Publikationen (Auswahl)
- Dora Menthe: Körperschulung der Frau in Bildern und Merkworten,  Teil 1, mit 50 Lehrbildern nach Aufnahmen von Selma Genthe, 36. völlig neubearbeitete Auflage, Stuttgart: Dieck, 1930